# Зерноградское городское поселение
Зерноградское городское поселение — муниципальное образование в Зерноградском районе Ростовской области. 
Административный центр поселения — город Зерноград.

## История
Муниципальное образование «Зерноградское городское поселение» было образовано на территории, подчиненной городскому совету Зернограда 1 января 2005 года. 
«Зерноградское городское поселение» территориально включает в себя сам город Зерноград и расположенные рядом с ним посёлки-спутники, объединенные общим административным управлением.

## Административное устройство
В состав Зерноградского городского поселения входят 11 населённых пунктов:
- город Зерноград,
- посёлок Дубки,
- посёлок Зерновой,
- хутор Каменный,
- посёлок Кленовый,
- посёлок Комсомольский,
- посёлок Прудовой,
- хутор Ракитный,
- посёлок Речной,
- посёлок Шоссейный,
- посёлок Экспериментальный.

## Население
| 2010    | 2012    | 2013    | 2014    | 2015    | 2016    | 2017    |
| ------- | ------- | ------- | ------- | ------- | ------- | ------- |
| 30 849  | ↘30 359 | ↘29 900 | ↘29 658 | ↘28 971 | ↘28 387 | ↗28 588 |
| 2018    | 2019    | 2020    | 2021    |         |         |         |
| ↘28 266 | ↘27 911 | ↘27 732 | ↗27 859 |         |         |         |

## Местное самоуправление
Главы поселения
- Василий Васильевич Панасенко
- Рачков Анатолий Анатольевич